# Немыль
Немыль — река в России, протекает в Сивинском районе Пермского края. Устье реки находится в 17 км по левому берегу реки Сива. Длина реки составляет 19 км.

## Течение
Исток реки в 12 км северо-западнее села Сива. Река течёт на юг и юго-запад, верхнее течение проходит по ненаселённому лесу, в нижнем течении протекает деревню Кузята неподалёку от северо-восточной окраины села Сива. Устье находится в 5 км к юго-востоку от села Сива.

## Данные водного реестра
По данным государственного водного реестра России относится к Камскому бассейновому округу, водохозяйственный участок реки — Кама от города Березники до Камского гидроузла, без реки Косьва (от истока до Широковского гидроузла), Чусовая и Сылва, речной подбассейн реки — бассейны притоков Камы до впадения Белой. Речной бассейн реки — Кама.
Код объекта в государственном водном реестре — 10010100912111100009417.